# 法爾 (德克薩斯州)
法爾（英語：Pharr）是一個位於美國德克薩斯州伊達爾戈縣的城市。

## 人口
根據2020年美國人口普查的數據，法爾的面積為61.26平方千米，當中陸地面積為61.19平方千米，而水域面積為0.07平方千米。當地共有人口79715人，而人口密度為每平方千米1,301人。